# Søndag
 For alternative betydninger, se Søndag (flertydig). (Se også artikler, som begynder med Søndag)
Søndag er den første ugedag i mange engelsktalende lande, men i Danmark (og efter ISO-standarden på området) har det siden 1. januar 1973 været den sidste ugedag.
Dette har indvirkning på ugenummereringen, da den første uge i året i det danske kalendersystem er den uge, der indeholder årets første torsdag. I de lande, som har søndag som første ugedag, er den uge den første, som indeholder årets første onsdag.
Navnet søndag, er en rest af den hedenske betegnelse "Solens dag". Ordet stammer fra oldnordisk sunnudagr, som betyder solens dag.
Omkring år 300 kom betegnelsen Herrens dag (latin: dies dominicus) på banen. Fra denne betegnelse stammer f.eks. det italienske domenica, det spanske domingo og det franske dimanche. Det første koncil i Nikæa i 325 vedtog, at søndagen skulle være den kristne helligdag og ikke lørdagen.